# Новоборзинское
Новоборзинское — село в Борзинском районе Забайкальского края России, административный центр сельского поселения «Новоборзинское».

## География
Расположено в южной части района примерно в 7 километрах на юг от районного центра города Борзи рядом с железнодорожным разъездом №81.

## Климат
Климат резко континентальный с жарким летом и холодной солнечной и малоснежной зимой. Средняя температура в июле +16 ÷ +20°С), в январе −26 ÷ −28 °С. Ср. кол-во осадков не превышает 350 мм/год, особенно засушливы весна и начало лета. Продолжительность вегетационного периода до 150 дней и более.

## История
Основано в 1966 году как рабочий поселок машинно-животноводческой станции. Совхоз "Новоборзинский" Читинского отделения Забайкальской железной дороги.

## Население
Постоянное население в 2002 году 418 человек (93% русские), в 2010 году 279 человек.